# 巴西萊亞

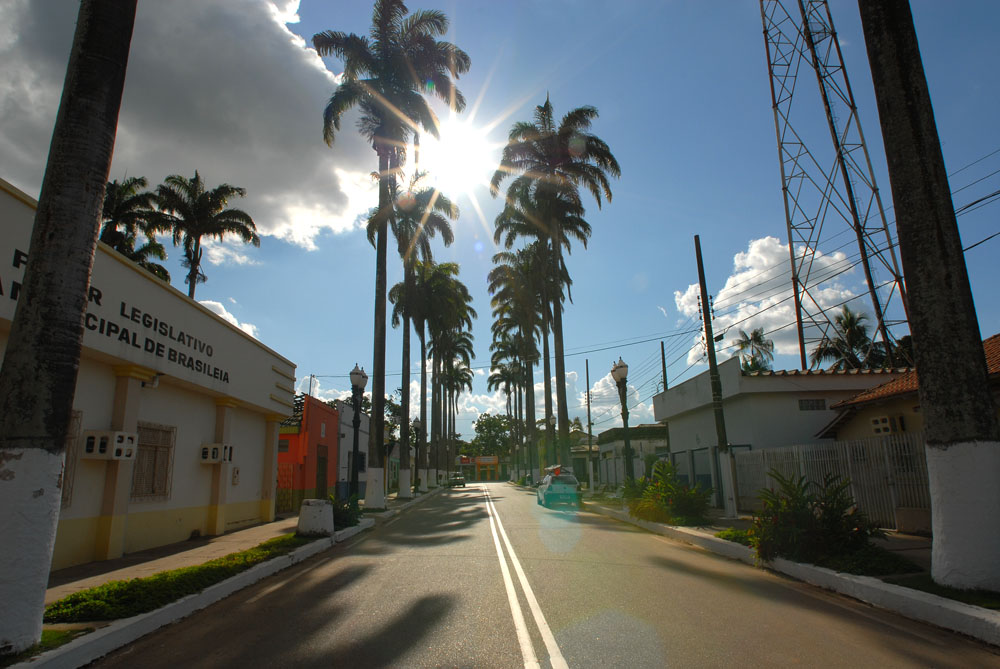
巴西萊亞

巴西萊亞（葡萄牙語：Brasiléia），是巴西的城鎮，位於該國西北部，由阿克里州負責管轄，始建於1910年，面積4,336平方公里，海拔高度280米，2010年人口21,438，人口密度每平方公里4.94人。
11°0′S 68°44′W / 11.000°S 68.733°W